# Giulio Cesare Gabussi
Giulio Cesare Gabussi (? - Itàlia, 1619) fou un compositor italià del segle xvi.
Fou deixeble de Constancio Porta i mestre de capella a Roma vers el 1580, i des del 1582 fins al 1611 de la catedral de Milà.
Escriví inspirada música religiosa i exquisits madrigals, publicats entre 1618 i 1623.